# Joe Lewis
Joseph Charles "Joe" Lewis, född 27 juli 1937, är en brittisk affärsman, entreprenör, företagsledare och investerare.
Han kontrollerar det privata förvaltningsbolaget Tavistock Group, som har intressen i bioteknik/biovetenskap, detaljhandel, energi, fastigheter, finans, gästgiveri, jordbruk, restauranger och sport. Lewis är också majoritetsägare i det brittiska investmentbolaget Enic, som äger den engelska fotbollsklubben Tottenham Hotspur och tidigare ägt andra fotbollsklubbar i AEK Aten, FC Basel, Rangers FC, Slavia Prag och Vicenza Calcio.
Den amerikanska ekonomitidskriften Forbes rankade Lewis till att vara världens 629:e rikaste med en förmögenhet på 4,8 miljarder amerikanska dollar för den 12 oktober 2021.
Han är en stor konstsamlare och har verk, till ett totalt värde på minst en miljard dollar, från bland annat Francis Bacon, Fernando Botero, Paul Cézanne, Marc Chagall, Edgar Degas, Lucian Freud, Gustav Klimt, Henri Matisse, Amedeo Modigliani, Henry Moore och Pablo Picasso.

## Motoryachter

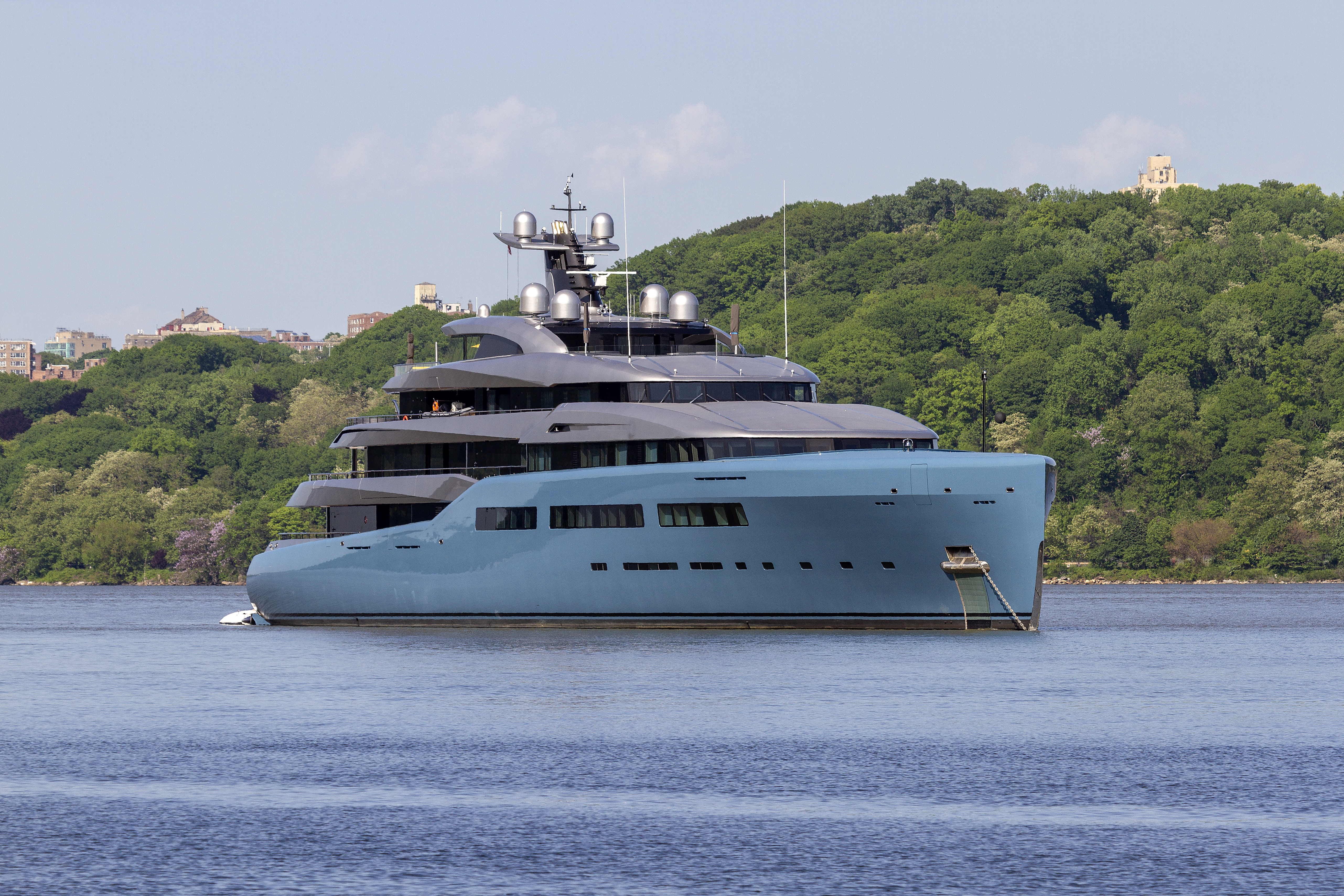
Aviva (2017) på Hudsonfloden i New York, New York i USA i maj 2018.

Han äger och har ägt flera motoryachter genom åren.

### Nuvarande
- Aviva (2007–)
- Aviva (2017–)

### Tidigare
- Aviva (1998–2000)
- Aviva (2004–20??)